# Ariogala
Ariogala ( escoltar (?·pàg.)) és una ciutat de Lituània situada al comtat de Kaunas. El riu Dubysa travessa la ciutat.

## Nom
Ariogala és el nom en lituà de la ciutat.
Les versions del nom en altres llengües inclouen 
- polonès: Ejragoła,
- Rus: Эйрагола Eiragola,
- Belarús: Эйрагола Eirahola,
- Yiddish: אייראגאלע Eirogole.

|  |  |